# Список губернаторов Теннесси
Губерна́тор Теннесси́ (англ. Governor of Tennessee) — глава американского штата Теннесси и его исполнительной власти, а также главнокомандующий вооружёнными силами штата. Единственное должностное лицо в правительстве штата Теннесси, которое избирается прямым голосованием избирателей всего штата.
Нынешний губернатор — республиканец Билл Ли, вступивший в должность 19 января 2019 года.

## История
В 1790 году в соответствии с Юго-Западным ордонансом, принятым Конгрессом США, из земель, переданных штатом Северная Каролина властям Соединённых Штатов, были образованы Территории к югу от реки Огайо (англ. Territory South of the River Ohio), обычно называемые Юго-Западные территории. Губернатором территории был назначен один из «отцов-основателей США» Уильям Блаунт, который занимал эту должность с 20 сентября 1790 по 30 марта 1796 года.
В 1796 году Территория была принята в Союз как штат Теннесси. Первая конституция штата Теннесси, принятая в том же 1796 году, устанавливала двухлетний срок для губернатора и предусматривала, что никто не может занимать пост губернатора более 6 лет в течение любого 8-летнего периода. Срок полномочий был увеличен до четырёх лет без возможности переизбрания в соответствии с конституционными поправками, принятыми в 1953 году. В соответствии с действующими положениями конституции штата с поправками, внесёнными в 1978 году, губернатор избирается на четырёхлетний срок и может избираться не более чем на два срока подряд. В XX веке на протяжении почти пятидесяти лет пост губернатора Теннесси постоянно занимали демократы.
За всю историю Теннесси было 50 губернаторов, в том числе действующий Билл Ли. Семь губернаторов (Джон Севир, Уильям Кэрролл, Эндрю Джонсон, Роберт Л. Тейлор, Гордон Браунинг, Фрэнк Дж. Клемент и Буфорд Эллингтон) избирались не подряд. В этот список не входят Уильям Блаунт (губернатор Юго-Западной территории) и Роберт Л. Карразерс (губернатор, избранный во время Гражданской войны сепаратистами, но который так и не вступил в должность), хотя Tennessee Blue Book включает их в свой список губернаторов. Все губернаторы учитываются только один раз, независимо от количества сроков (например, Джон Севир считается 1-м губернатором, а не 1-м и 3-м). Blue Book не включает в список губернаторов Эдварда Х. Иста, который исполнял обязанности главы штата с 4 марта по 5 апреля 1865 года.
Джон Севир и Уильям Кэрролл по шесть раз избирались губернаторами, но так как первый срок Севира был коротким (1,5 года вместо 2), то именно Кэрролл является рекордсменом по продолжительности пребывания на пост губернатора (12 лет и 12 дней). В XX веке дольше всех на посту губернатора был Фрэнк Г. Клемент — один двухлетний и два четырёхлетних срока (1953—1959 и 1963—1967).
Джон Ш. Уайлдер был вице-губернатором Теннесси 36 лет с января 1971 по январь 2007 года, что, возможно, является самым продолжительным в истории Соединённых Штатов периодом, когда кто-либо занимал пост вице-губернатора или аналогичную должность.

## Список губернаторов штата Теннесси
Политические партии
| Демократы-республиканцы | Демократы | Виги | Юнионисты | Республиканцы |
| ----------------------- | --------- | ---- | --------- | ------------- |
| 6                       | 31        | 4    | 1         | 10            |

| #    | Портрет                | Губернатор            | Срок полномочий       | Срок полномочий       | Срок полномочий | Партия                 | Вице-губернатор             | Прим. |
| #    | Портрет                | Губернатор            | Вступил в должность   | Покинул должность     | Дни             | Партия                 | Вице-губернатор             | Прим. |
| ---- | ---------------------- | --------------------- | --------------------- | --------------------- | --------------- | ---------------------- | --------------------------- | --- |
| 1    |                        | Джон Севьер           | 30 марта 1796 года    | 23 сентября 1801 года | 2002            | Демократ-республиканец | Нет                         | Первый губернатор штата Теннесси. Ограничения по срокам не позволили ему баллотироваться на четвёртый срок подряд. |
| 2    |                        | Арчибальд Роан        | 23 сентября 1801 года | 23 сентября 1803 года | 730             | Демократ-республиканец | Нет                         | Проиграл перевыборы. |
| 1    |                        | Джон Севьер           | 23 сентября 1803 года | 20 сентября 1809 года | 2189            | Демократ-республиканец | Нет                         | Ограничения по срокам не позволили ему баллотироваться на четвёртый срок подряд. |
| 3    |                        | Уилли Блаунт          | 20 сентября 1809 года | 27 сентября 1815 года | 2198            | Демократ-республиканец | Нет                         | К концу третьего срока пользовался огромной популярностью и только ограничения по срокам не позволили ему баллотироваться на четвёртый срок подряд. |
| 4    |                        | Джозеф Макминн        | 27 сентября 1815 года | 1 октября 1821 года   | 2196            | Демократ-республиканец | Нет                         | Ограничения по срокам не позволили ему баллотироваться на четвёртый срок подряд. |
| 5    |                        | Уильям Кэрролл        | 1 октября 1821 года   | 1 октября 1827 года   | 2450            | Демократ-республиканец | Нет                         | Ограничения по срокам не позволили ему баллотироваться на четвёртый срок подряд. |
| 6    |                        | Сэм Хьюстон           | 1 октября 1827 года   | 16 апреля 1829 года   | 563             | Демократ-республиканец | Нет                         | Ушёл в отставку вскоре после распада своего брака. |
| 7    |                        | Уильям Холл           | 16 апреля 1829 года   | 1 октября 1829 года   | 168             | Демократ               | Нет                         | Как спикер Сената Теннесси исполнял обязанности губернатора до окончания срока С. Хьюстона. |
| 5    |                        | Уильям Кэрролл        | 1 октября 1829 года   | 12 октября 1835 года  | 2202            | Демократ               | Нет                         | Принятие в 1834 году новой конституции штата позволило У. Кэрроллу баллотироваться на четвёртый срок подряд, но он потерпел поражение на выборах. |
| 8    |                        | Ньютон Кэннон         | 12 октября 1835 года  | 14 октября 1839 года  | 1463            | Виг                    | Нет                         | Первый член Партии вигов, избранный губернатором штата Теннесси и первый губернатор, получивший расширенные полномочия согласно новой конституции штата от 1834 года. Потерпел поражение, пытаясь избраться на третий срок.                                                                   |
| 9    |                        | Джеймс Н. Полк        | 14 октября 1839 года  | 15 октября 1841 года  | 732             | Демократ               | Нет                         | Проиграл перевыборы во многом из-за экономического кризиса. |
| 10   |                        | Джеймс Ч. Джонс       | 15 октября 1841 года  | 15 октября 1845 года  | 1461            | Виг                    | Нет                         | Отказался баллотироваться на третий срок, приняв предложение стать президентом Мемфисско-Чарлстонской железной дороги. |
| 11   |                        | Аарон В. Браун        | 15 октября 1845 года  | 17 октября 1847 года  | 732             | Демократ               | Нет                         | Проиграл перевыборы. |
| 12   |                        | Нил С. Браун          | 17 октября 1847 года  | 16 октября 1849 года  | 730             | Виг                    | Нет                         | Проиграл перевыборы из-за «поправки Уилмота», запрещавшей рабство на новых территориях, присоединённых в результате Мексиканской войны, которую поддержали виги Севера, хотя сам Браун был против запрета.                                                                                    |
| 13   |                        | Уильям Трусдейл       | 16 октября 1849 года  | 16 октября 1851 года  | 730             | Демократ               | Нет                         | Проиграл перевыборы из-за призывов к отделению в случае принятия «поправки Уилмота», так как в то время сецессия была непопулярна в Теннесси. |
| 14   |                        | Уильям Б. Кэмпбелл    | 16 октября 1851 года  | 17 октября 1853 года  | 732             | Виг                    | Нет                         | Отказался баллотироваться на второй срок, предпочтя должность президента Bank of Middle Tennessee. |
| 15   |                        | Эндрю Джонсон         | 17 октября 1853 года  | 3 ноября 1857 года    | 1478            | Демократ               | Нет                         | Решил не баллотироваться на третий срок чтобы занять место в Сенате США. |
| 16   |                        | Айшем Г. Харрис       | 3 ноября 1857 года    | 12 марта 1862 года    | 1590            | Демократ               | Нет                         | После захвата штата Армией Союза бежал из Теннесси и был заменён военным губернатором. В 1863 году конфедераты Теннесси избрали новым губернатором Роберта Л. Карразерса, но тот так и не вступил в должность, а Харрис продолжал издавать указы в качестве губернатора до ноябре 1864 года.  |
| 15   |                        | Эндрю Джонсон         | 12 марта 1862 года    | 4 марта 1865 года     | 1088            | Юнионист               | Нет                         | Назначен президентом А. Линкольном военным губернатором Теннесси. Ушёл в отставку чтобы занять должность вице-президента США. |
| И.о. |                        | Эдвард Х. Ист         | 4 марта 1865 года     | 5 апреля 1865 года    | 32              | Республиканец          | Нет                         | Как секретарь штата исполнял обязанности губернатора до инаугурации У. Браунлоу. |
| 17   |                        | Уильям Г. Браунлоу    | 5 апреля 1865 года    | 25 февраля 1869 года  | 1422            | Республиканец          | Нет                         | Выиграл выборы с огромным перевесом благодаря запрету голосовать бывшим конфедератам. Был переизбран с большим перевесом благодаря запрету голосовать бывшим конфедератам и предоставлению права голоса чернокожим. Решил не баллотироваться на третий срок, чтобы занять место в Сенате США. |
| 18   |                        | Девитт К. Сентер      | 25 февраля 1869 года  | 10 октября 1871 года  | 957             | Республиканец          | Нет                         | Как спикер Сената Теннесси исполнял обязанности губернатора до окончания срока Уильяма Браунлоу. Победил на выборах благодаря более мягкой политике по отношению к бывшим конфедератам, в частности, вернул им право голоса.                                                                  |
| 19   |                        | Джон К. Браун         | 10 октября 1871 года  | 18 января 1875 года   | 1196            | Демократ               | Нет                         | Первый губернатор, избранный в соответствии с конституцией 1871 года, и первый губернатор-конфедерат. |
| 20   |                        | Джеймс Д. Портер      | 18 января 1875 года   | 16 февраля 1879 года  | 1490            | Демократ               | Нет                         | |
| 21   |                        | Альберт Б. Маркс      | 16 февраля 1879 года  | 17 января 1881 года   | 701             | Демократ               | Нет                         | Первый довоенный демократ, избранный губернатором после Гражданской войны (два его предшественника, Джон К. Браун и Джеймс Д. Портер, до войны были вигами). Не стал добиваться переизбрания, понимая, что партия расколота по вопросу о долгах штата.                                        |
| 22   |                        | Элвин Хокинс          | 17 января 1881 года   | 15 января 1883 года   | 728             | Республиканец          | Нет                         | Смог победить благодаря расколу демократов по вопросу о долгах штата. Проиграл перевыборы. |
| 23   |                        | Уильям Б. Бейт        | 15 января 1883 года   | 17 января 1887 года   | 1463            | Демократ               | Нет                         | |
| 24   |                        | Роберт Л. Тейлор      | 17 января 1887 года   | 19 января 1891 года   | 1463            | Демократ               | Нет                         | Отказался переизбираться на третий срок из-за слабого здоровья и разногласий внутри партии. |
| 25   |                        | Джон П. Бьюкенен      | 19 января 1891 года   | 16 января 1893 года   | 728             | Демократ               | Нет                         | Не смог добиться выдвижения на второй срок от своей партии и баллотировался от популистов, но проиграл. |
| 26   |                        | Питер Тёрни           | 16 января 1893 года   | 21 января 1897 года   | 1466            | Демократ               | Нет                         | Проиграл перевыборы на второй срок, но стал губернатором после того как законодательный орган, контролируемый демократами, под предлогом мошенничества на выборах, аннулировал более 23 000 голосов, отданных за кандидата республиканца. Выдвинуться на третий срок не смог.                 |
| 24   |                        | Роберт Л. Тейлор      | 21 января 1897 года   | 16 января 1899 года   | 725             | Демократ               | Нет                         | Отказался баллотироваться на второй срок. |
| 27   |                        | Бентон Макмиллин      | 16 января 1899 года   | 19 января 1903 года   | 1463            | Демократ               | Нет                         | Отказался баллотироваться на второй срок. |
| 28   |                        | Джеймс Б. Фрейзер     | 19 января 1903 года   | 21 января 1905 года   | 733             | Демократ               | Нет                         | Добился переизбрания, но почти сразу ушёл в отставку, чтобы занять место в Сенате США. |
| 29   |                        | Джон А. Кокс          | 21 января 1905 года   | 17 января 1907 года   | 726             | Демократ               | Нет                         | Как спикер Сената Теннесси исполнял обязанности губернатора штата до истечения срока Д. Фрейзера. Не смог добиться выдвижение на второй срок. |
| 30   |                        | Малкольм Р. Паттерсон | 17 января 1907 года   | 26 января 1911 года   | 1470            | Демократ               | Нет                         | Не стал баллотироваться на третий срок из-за раскола внутри партии. |
| 31   |                        | Бен У. Хупер          | 26 января 1911 года   | 17 января 1915 года   | 1452            | Республиканец          | Нет                         | Оба раза побеждал благодаря «независимым демократам», а потеряв их поддержку проиграл борьбу за третий срок. |
| 32   |                        | Томас К. Рай          | 17 января 1915 года   | 15 января 1919 года   | 1459            | Демократ               | Нет                         | Не стал баллотироваться на третий срок. |
| 33   |                        | Альберт Х. Робертс    | 15 января 1919 года   | 15 января 1921 года   | 731             | Демократ               | Нет                         | Налоговые реформы Робертса и поддержка им 19-й поправки способствовали его поражению на перевыборах. |
| 34   |                        | Альфред А. Тейлор     | 15 января 1921 года   | 16 января 1923 года   | 731             | Республиканец          | Нет                         | Проиграл перевыборы. |
| 35   |                        | Остин Пии             | 16 января 1923 года   | 3 октября 1927 года   | 1721            | Демократ               | Нет                         | Умер. |
| 36   |                        | Генри Хортон          | 3 октября 1927 года   | 17 января 1933 года   | 1933            | Демократ               | Нет                         | Как спикер Сената Теннесси исполнял обязанности губернатора штата до окончания срока О. Пии. Не стал баллотироваться на третий срок из-за банкротства банкира Роджерса Колдуэлла, в банки которого Хортон вложил 6 миллионов долларов из средств штата.                                       |
| 37   |                        | Хилл Макалистер       | 17 января 1933 года   | 15 января 1937 года   | 1459            | Демократ               | Нет                         | Не стал баллотироваться на третий срок из-за ссоры с политическим боссом Мемфиса Э. Х. Крампом. |
| 38   |                        | Гордон Браунинг       | 15 января 1937 года   | 16 января 1939 года   | 731             | Демократ               | Нет                         | Проиграл праймериз из-за ссоры с политическим боссом Мемфиса Э. Х. Крампом. |
| 39   |                        | У. Прентис Купер-мл.  | 16 января 1939 года   | 16 января 1945 года   | 2192            | Демократ               | Нет                         | Ограничения по срокам не позволили ему баллотироваться на четвёртый срок подряд. |
| 40   |                        | Джим Н. Маккорд       | 16 января 1945 года   | 16 января 1949 года   | 1461            | Демократ               | Нет                         | Проиграл праймеры, баллотируясь на третий срок, что стало первым поражением кандидата, поддерживаемого Э. Х. Крампом, на крупных выборах штата за более чем два десятилетия. |
| 38   |                        | Гордон Браунинг       | 16 января 1949 года   | 15 января 1953 года   | 1460            | Демократ               | Уолтер М. Хейнс             | Несмотря на противодействие Э. Х. Крампа смог победить сначала на праймериз, а затем и на всеобщих выборах. Проиграл переизбрание на третий срок. |
| 41   |                        | Фрэнк Г. Клемент      | 15 января 1953 года   | 19 января 1959 года   | 2195            | Демократ               | Джаред Маддукс              | Победил при помощи Э. Х. Крампа. На момент избрания самый молодый губернатор в стране (32 года). В 1954 году стал первым губернатором Теннесси, избранным на четырёхлетний срок. |
| 42   |                        | Бафорд Эллингтон      | 19 января 1959 года   | 15 января 1963 года   | 1457            | Демократ               | Уильям Д. Бэрд              | Избрался губернатором при поддержке Ф. Клемента. По истечении срока вернулся в частный сектор. |
| 41   |                        | Фрэнк Г. Клемент      | 15 января 1963 года   | 16 января 1967 года   | 1462            | Демократ               | Джон Ш. Уайлдер 1971—2007   | В 1966 году баллотировался в Сенат США, но проиграл. В эти годы критического уровня достигла алкогольная зависимость Клемента. |
| 42   |                        | Бафорд Эллингтон      | 16 января 1967 года   | 16 января 1971 года   | 1461            | Демократ               | Джон Ш. Уайлдер 1971—2007   | |
| 43   |                        | Уинфилд Данн          | 16 января 1971 года   | 18 января 1975 года   | 1463            | Республиканец          | Джон Ш. Уайлдер 1971—2007   | Не смог баллотироваться на второй срок подряд из-за конституционных ограничений. |
| 44   |                        | Рэй Блэнтон           | 18 января 1975 года   | 17 января 1979 года   | 1460            | Демократ               | Джон Ш. Уайлдер 1971—2007   | Несмотря на отмену в феврале 1978 года запрета губернаторам переизбираться на второй срок подряд, из-за ряда скандалов не стал баллотироваться повторно. |
| 45   |                        | Ламар Александер      | 17 января 1979 года   | 17 января 1987 года   | 2922            | Республиканец          | Джон Ш. Уайлдер 1971—2007   | Первый губернатор Теннесси, переизбранный на второй четырёхлетний срок. |
| 46   |                        | Нед Маквертер         | 17 января 1987 года   | 21 января 1995 года   | 2926            | Демократ               | Джон Ш. Уайлдер 1971—2007   | В 1994 году журнал Governing назвал МакВертера самым выдающимся губернатором страны. |
| 47   |                        | Дон Сандквист         | 21 января 1995 года   | 18 января 2003 года   | 2919            | Республиканец          | Джон Ш. Уайлдер 1971—2007   | |
| 48   |                        | Фил Бредисен          | 18 января 2003 года   | 15 января 2011 года   | 2919            | Демократ               | Джон Ш. Уайлдер (2003—2007) | В 2006 году добился переизбрания, набрав больше голосов, чем любой кандидат в губернаторы в истории штата. |
| 48   | Рон Рамсей (2007—2011) | Фил Бредисен          | 18 января 2003 года   | 15 января 2011 года   | 2919            | Демократ               |                             | В 2006 году добился переизбрания, набрав больше голосов, чем любой кандидат в губернаторы в истории штата. |
| 49   |                        | Билл Хэслем           | 15 января 2011 года   | 19 января 2019 года   | 2926            | Республиканец          | Рон Рамсей                  | |
| 50   |                        | Билл Ли               | 19 января 2019 года   | Действующий           | 2384            | Республиканец          | Рэнди Макнелли              | |